# 名鉄GB10形ガソリン機関車

名鉄GB10形ガソリン機関車（めいてつGB10がたガソリンきかんしゃ）は、かつて名古屋鉄道で運用された、ガソリンエンジンを内燃機関とした内燃機関車である。
トヨタ自動車工業が製造した機関車である。GB10、GB11の、計2両が存在した。

## 概要
1953年（昭和28年）トヨタ自動車工業が製造した小型のガソリン機関車（10ｔ）である。当初はトヨタ自動車工業本社工場内で使用していたため車籍はなかったが、名古屋鉄道三河線土橋駅で使用することになり、1956年（昭和31年）に名古屋鉄道の車籍となる（車両の所有はトヨタ自動車工業）。GB10とGB11とは、若干外観が異なる。
トヨタ自動車工業本社工場と土橋駅との専用線で使用されたが、GB10は1969年（昭和44年）に廃車となり三栄組（現・サンエイ）に譲渡され、豊田自動織機刈谷工場及び愛知製鋼刈谷工場で使用された。GB11は元町工場に移り、1971年（昭和46年）2月に廃車された。